# Claude Galle
Claude Galle (* 1758 in Villepreux; † 1815 ebenda) war ein französischer Bronzierer und Ziseleur.

## Leben
Galle war Sohn eines Geflügelbauers und führte 1784 (noch während der Regierungszeit Ludwigs XVI.) in Paris ein extravagantes Handelshaus mit großer Auswahl unterschiedlichster Bronze-Objekte wie Beschläge für Möbel, Uhren und andere Gegenstände aus vergoldeter Bronze. Der maître bronzier (ab 1786) war einer der bedeutendsten Händler solcher Waren in Frankreich und betrieb sein Atelier in der Rue du Four; später zog er in die Rue Vivienne um. Er war Vater zahlreicher Kinder, von denen einige in seiner Werkstatt arbeiteten, so sein Sohn Gérard-Jean Galle. Galle arbeitete auch mit Pierre-Philippe Thomire zusammen (ebenso maître bronzier, * 1751; † 1843). 1806 erhielt er bei der Ausstellung Exposition des Produits de l'Industrie für die Pendule (Uhr) Diogenes und Napoleon eine „Silbermedaille Zweiter Klasse“.
Im frühen 19. Jahrhundert stattete er zahlreiche französische und italienische Paläste mit Bronzekunst aus, darunter das Palais des Tuileries, das Schloss Fontainebleau, Schloss Compiègne sowie Petit Trianon und Grand Trianon in Versailles. Auch die russische Zarenfamilie erwarb Arbeiten von Galle, wovon viele heute in der Eremitage (Sankt Petersburg) ausgestellt sind. Nach der Französischen Revolution produzierte er weitere Stücke für Napoleon Bonaparte, von dem er unter anderem einen Auftrag über mehr als 65.000 Franc für das Schloss Saint-Cloud erhielt. 
Einige seiner Kunden beglichen ihre Rechnungen nur zögerlich, wodurch Galle in finanzielle Schwierigkeiten geriet. 1811 bat er die französische Regierung um Hilfe und ihren Schutz. Hierbei brachte er seine gewonnenen Preise in Erinnerung und wies auf den Unterhalt für seine große Familie sowie auf seine Verantwortung für die etwa 400 Mitarbeiter hin, die er beschäftigte. Jedoch musste er letztlich sein Geschäft schließen und verstarb 1815 verarmt.

## Werke (Auswahl)

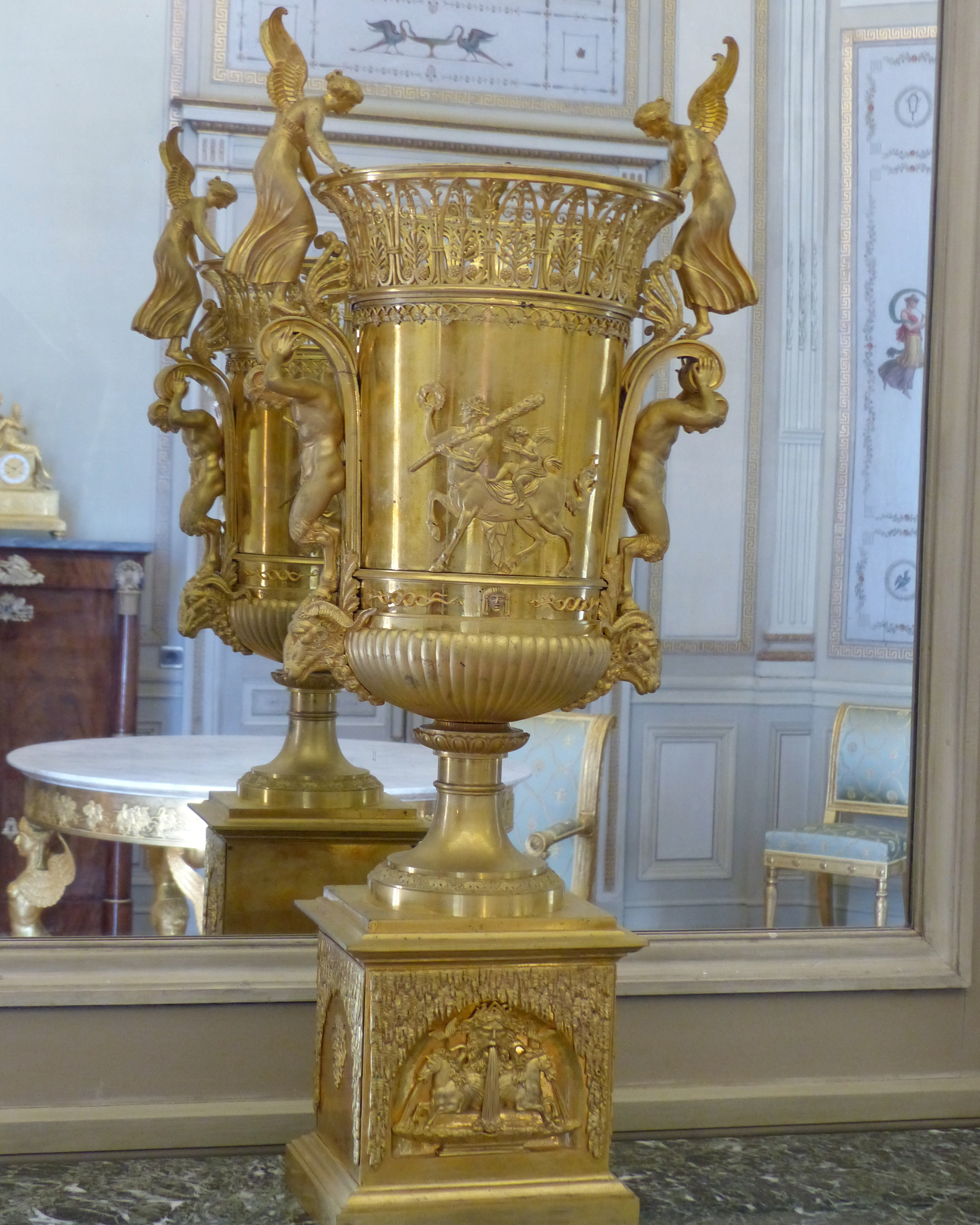
Medici-Vase aus vergoldeter Bronze, verziert mit Bacchus gewidmeten allegorischen Figuren, um 1800. Museum Masséna, Nizza.
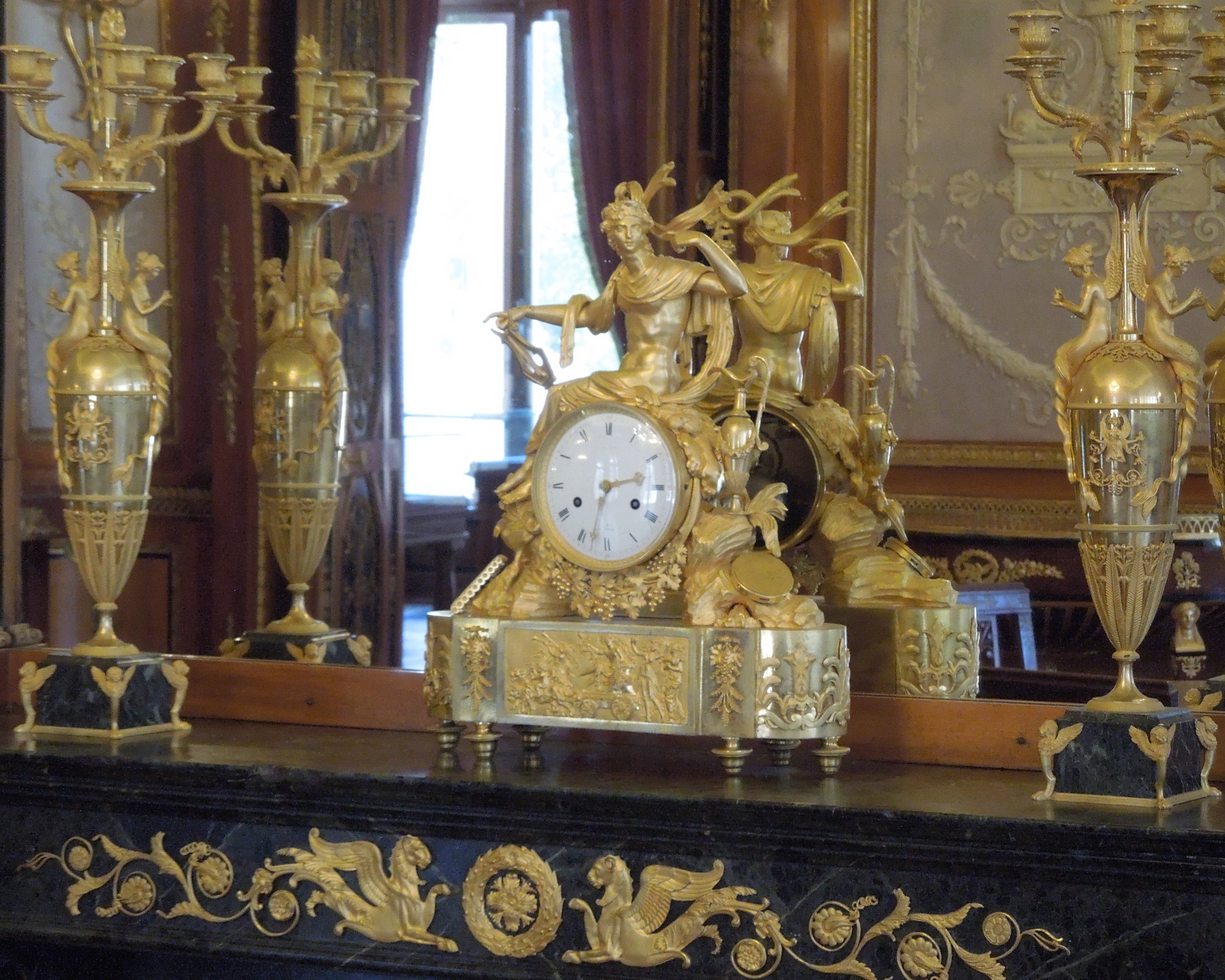
Vergoldete Bronzeleuchter und eine vergoldete Bronzeuhr mit der Figur des Apollon, spätes 18. oder frühes 19. Jahrhundert. Musée Masséna.